# Courpière
Courpière – miejscowość i gmina we Francji, w regionie Owernia-Rodan-Alpy, w departamencie Puy-de-Dôme.
Według danych na rok 1990 gminę zamieszkiwały 4674 osoby, a gęstość zaludnienia wynosiła 147 osób/km² (wśród 1310 gmin Owernii Courpière plasuje się na 40. miejscu pod względem liczby ludności, natomiast pod względem powierzchni na miejscu 187.).